# Thyreosthenius
Thyreosthenius Simon, 1884 è un genere di ragni appartenente alla famiglia Linyphiidae.

## Distribuzione
Le due specie oggi attribuite hanno areali piuttosto ampi: la T. biovatus nell'intera regione paleartica e la T. parasiticus nell'intera regione olartica.

## Tassonomia
Considerato un sinonimo anteriore di Hormathion Crosby & Bishop, 1933, a seguito di un lavoro di Hackman (1952b).
A giugno 2012, si compone di due specie:
- Thyreosthenius biovatus (O. P.-Cambridge, 1875)[3] — Regione paleartica
- Thyreosthenius parasiticus (Westring, 1851) — Regione olartica

### Specie trasferite
- Thyreosthenius asiaticus Andreeva & Tyschchenko, 1970; trasferita al genere Styloctetor Simon, 1884.

### Sinonimi
- Thyreosthenius becki (O. P.-Cambridge, 1871); rimossa dalla sinonimia con Lophocarenum turgidum secondo uno studio di Roewer, è stata riconosciuta sinonima di T. parasiticus (Westring, 1851) a seguito di un lavoro di Holm (1945b).
- Thyreosthenius buddebergi (Bösenberg, 1899); trasferita qui dal genere Diplocephalus Bertkau, 1883, e posta in sinonimia con T. biovatus (O. P.-Cambridge, 1875) a seguito di un lavoro di Wunderlich (1974b).
- Thyreosthenius limnatus (Crosby & Bishop, 1933); sinonima di T. parasiticus (Westring, 1851) secondo un lavoro di Hackman, (1952b).
- Thyreosthenius sulcatus (Simon, 1926); trasferita dal genere Troxochrus Simon, 1884; sinonima di T. parasiticus (Westring, 1851) secondo uno studio di Millidge del 1977
- Thyreosthenius synophrys (Thorell, 1870); rimossa dalla sinonimia con Lophocarenum turgidum Blackwall, 1841, secondo uno studio di Roewer, è stata riconosciuta sinonima di T. parasiticus (Westring, 1851) a seguito di un lavoro di Holm (1945b).